# Gustav Vasa
Gustav I., rojen kot Gustav Eriksson v plemiški rodbini Vasa, kasneje znan kot Gustav Vasa, je bil od leta 1523 svoje smrti leta 1560 švedski kralj, * 12. maj 1496, † 29. september 1560, Stockholm.
Pred izvolitvijo za kralja je bil od leta 1521 protektor kraljestva (švedsko Riksföreståndare). V tem obdobju je bila švedska osvobodilna vojna proti danskemu, norveškemu in švedskemu kralju Kristijanu II. Gustav je imel sprva nižji položaj v uporniškem gibanju. Na vrh se je povzpel po stockholmskem krvavem plesu novembra 1520, na katerem je bil usmrčen njegov oče. Gustavova izvolitev za kralja 6. junija 1523 in njegov triumfalen prihod v Stockholm enajst dni kasneje je pomenil dokončen izstop Švedske iz Kalmarske unije.
Kot kralj se je Gustav izkazal za skrivnostnega upravitelja in neusmiljenega vladarja, nič drugačnega od svojega predhodnika, ki je brutalno zatrl vse kasnejše vstaje: tri v  Dalarni, prvi regiji, ki je podprla njegovo zahtevo za prestol, eno  v Västergötlandu in eno v Smålandu. Prizadeval si je povišati davke, uvedel reformacijo in posebne pravice zemljiških posestnikov, plemičev in duhovščine nadomestil s centralno imenovanimi guvernerji in škofi. Med 37 let dolgo vladavino, ki sta jo kasneje presegla samo Gustav V. in Karel XVI. Gustav, se je popolnoma otresel ne samo nadvlade Danske, ampak tudi katoliške cerkve. Ustanovil je nacionalno Švedsko luteransko cerkev, ki je bila pod njegovo neposredno oblastjo. Postal je prvi švedski suveren, bil spreten birokrat in propagandist, ki je spretno širil večinoma izmišljene zgodbe iz obdobja za osvoboditev Švedske. Leta 1544 je ukinil Švedsko volilno monarhijo in jo nadomestil z dedno monarhijo pod dinastijo Vasa  in njenimi nasledniki, vključno s trenutno vladajočo rodbino Bernardotte. Kralji različnih kraljestev so bili trije njegovi sinovi: Erik XIV., Ivan III. in Karel IX. 
Gustav I. se je kasneje štel za ustanovitelja sodobne Švedske in "očeta nacije". Gustav sam se je rad primerjal z Mojzesom, ki je tudi osvobodil svoje ljudstvo in ustanovil suvereno državo. Kot oseba je bil znan po krutih metodah in slabem značaju, vendar naklonjen glasbi. V sebi je imel tudi nekaj hudomušnosti in sposobnost za premagovanje in uničevanje nasprotnikov. Ustanovil je Kungliga Hovkapellet (Kraljevi dvorni orkester), enega od najstarejših orkestrov na svetu. Družinski zapiski iz leta 1526  omenjajo dvanajst glasbenikov, med katerimi so bili pihalci in bobnar in nobenega brenkača. Naslednik  Kungliga Hovkapellet je orkester Švedske kraljeve opere.

## Otroštvo
Gustav Eriksson, sin Cecilije Månsdotter Eka in Erika Johanssona Vasa, je bil rojen  verjetno leta 1496, najverjetneje v gradu Rydboholm severovzhodno od  Stockholma, katerega oskrbnik je bil njegov oče Erik. Ime je dobil po Erikovem starem očetu  Gustavu Anundssonu.
Starša Erika Johanssona sta bila Johan Kristersson in Birgitta Gustafsdotter iz rodbin Vasa oziroma Sture. Obe rodbini sta bili iz visokega švedskega plemstva.  Birgitta Gustafsdotter je bila sestra  Stena Stureja starejšega,  regenta Švedske. Erik je kot sorodnik in zaveznik strica Stena Stureja po njem nasledil regentske posesti v Upplandu in Södermanlandu, kjer je leta 1503 umrl. Erikova družina je imela že v njegovem otroštvu velike posesti, Gustav Eriksson pa jih je še povečal.
Rodoslovne raziskave so pokazale, da sta bila Birgitta Gustafsdotter in Sten Sture preko Benedikte Sunesdotter,  vnukinje kralja Svekerja,  potomca kralja Svekerja II. Švedskega. Ena od Gustavovih prababic je bila polsestra kralja Karla VIII. Švedskega.

## Odpor proti Dancem

### Podpora Sturejevi stranki
Švedska je bila skupaj z Dansko in Norveško  od konca 14. stoletja članica Kalmarske unije. Danska dominacija v uniji je občasno vodila do uporov na Švedskem. Med Gustavovim otroštvom so deli švedskega plemstva poskušali doseči švedsko neodvisnost. Gustav in njegov oče Erik sta podpirala stranko Stena Stureja mlajšega, od leta 1512 švedskega regenta, in njegov boj proti danskemu kralju Kristijanu II. Po bitki pri Brännkyrki leta 1518, v kateri so Sturejeve čete porazile Dance, je bilo odločeno, da se Sten Sture in kralj Kristijan srečata na pogajanjih v Österhaningeju. Danci so zaradi kraljeve varnosti od Švedov zahtevali šest talcev, ki bi ostali talci  do konca pogajanj. Kristijan je prekršil  dogovor in ni prišel na pogajanja, talce pa je odpeljal s seboj v  København. Ugrabljeni talci so bili Hemming Gadh, Lars Siggesson (Sparre), Jöran Siggesson (Sparre), Olof Ryning, Bengt Nilsson (Färla) in Gustav Eriksson. Gustav je bil priprt v gradu Kalø. Po obljubi, da ne bo poskušal pobegniti, so z njim ravnali zelo lepo. Glavni razlog za lepo ravnanje je bilo Kristijanovo upanje, da bo može prepričal, da bodo prestopili na njegovo stran in se obrnili proti Stenu Stureju. Kraljeva strategije se je pri petih možeh obnesla, pri Gustavu kot članu Sturejeve stranke pa ne.
Leta 1519 je Gustav Eriksson pobegnil iz Kaløja v hanzeatsko mesto Lübeck, kamor je prišel 30. septembra. Način njegovega pobega ni znan. Po nekoliko neverjetni zgodbi se je preoblekel v volarja in zato dobil vzdevka "kralj volovski rep" in "Gustav kravja zadnjica",  kar je resnično sovražil. Ko mu je leta 1547 v Kalmarju nek mečevalec nazdravil z "na njegovo veličanstvo, Gustava kravja zadnjica", so mečevalca ubili.
Med bivanjem v Lübecku je izvedel za dogajanja na Švedskem. Kristijan II. se je v tem času pripravljal na napad na Švedsko in odstavitev Stena Stureja in njegovih podpornikov. Sten  Sture je marca 1547 umrl, nekaj mest, vključno s Stockholmom, pa je še bilo sposobno upreti se danskemu napadu. Gustav je iz Lübecka odplul na Švedsko in se 31. maja izkrcal v Kalmarju.
Zdi se, da je bil v prvih mesecih po vrnitvi na Švedsko  večinoma neaktiven. Po nekaterih virih je dobil povabilo na Kristijanovo kronanjem, ki naj bi bilo novembra v malo pred tem osvojenem Stockholmu. Čeprav je kralj Kristijan obljubil amnestijo svojim sovražnikom iz Sturejeve stranke, vključno z Gustavom Erikssonom, je slednji povabilo zavrnil. Po kronanju 4. novembra in nekaj dneh praznovanja so grajska vrata zaprli in vse Kristijanove nasprotnike aretirali. Sledilo je sojenje in razglasitev razsodb, njim pa stockholmski krvavi ples, v katerem je bilo na glavnem stockholmskem trgu Stortorget, javno usmrčenih okoli sto ljudi. Med njimi sta bila tudi Avgustov oče Erik Johansson in nečak Joakim Brahe.

### Dalarna
Gustav Eriksson je zaradi strahu pred kraljevim maščevanjem odpotoval iz gradu  Räfsnäs v provinco Dalarna v severozahodni Švedski. Domneva se, da je v Dalarni poskušal zbrati vojsko iz tamkajšnjih kmetov, na začetku brez večjih uspehov. Zasledovali so ga zvesti kraljevi pristaši, zato se je odločil za beg na Norveško. Med potovanjem iz More v Limo na Norveškem so ljudje, ki so malo pred tem zavračali njegove pozive, spremenili svoje mnenje.  Njihovi predstavniki so ga malo pred norveško mejo dohiteli in ga prepričali, naj se vrne v Moro. 
Gustavova pot proti norveški in nazaj je dala pobudo za  sedanji slavni tek na smučeh Vasaloppet.

### Švedska vojna za osvoboditev
Gustav Eriksson je bil imenovan za hövitsmana. Uporniška vojska pod njegovim poveljstvom je februarja 1520 štela 400 mož, večinoma iz okolice jezera Siljan. Prvi večji spopad v vojni za razpustitev Kalmarske unije je bil aprila 1520  na brunnbäškem sejmu, v katerem so uporniki porazili kraljeve pristaše. Po izropanju mesta  Västerås in nadzoru nad pomembnimi rudniki bakra in srebra je Gustav Vasa dobil pomembne finančne vire in njegova vojska se je začela krepiti. Upori so se začeli tudi v drugih švedskih provincah, med njimi v Götalandu,   Småland in  Västergötlandu. Vodilni plemiči iz Götalanda so se pridružili Gustavovi vojski in ga avgusta v Vadsteni razglasili za regenta Švedske.
Gustavova izvolitev za regenta je veliko kralju zvestih  švedskih plemičev spodbudila, da so prestopili na njegovo stran. Nekaj kralju zvestih plemičev je zapustilo Švedsko, druge pa so pobili. Švedski tajni svet je zato izgubil nekaj članov, ki so jih nadomestili z Gustavovimi privrženci. Uporniki so osvojili večino utrjenih mest in gradov, najbolj utrjeni, med njimi tudi Stockholm pa so ostali v kraljevih rokah. Po pogajanjih Gustavovih zastopnikov z hanzeatskim mestom Lübeck, se je mesto pridružilo Švedom v vojni proti Danski. Pozimi 1523 je združena vojska napadla danske in norveške dele pokrajin Skanija, Halland, Blekinge in Bohuslän. To zimo so kralja Kristijana II. strmoglavili in ga zamenjali s Friderikom I. Novi kralj je odkrito zahteval švedski prestol in upal, da bo Lübeck prestopil na njegovo stran. Nemško mesto, ki je bilo bolj naklonjeno neodvisni Švedski kot Kalmarski uniji z dansko dominacijo, je izkoristilo priložnost in začelo pritiskati na upornike. Zahtevalo je privilegije v bodočem trgovanju in zagotovila, da bodo posojila upornikom vrnjena. Tajni svet in Gustav Eriksson so se zavedali, da je podpora Lübecka ključna. Tajni svet je kot odgovor na nemške zahteve imenoval Gustava Erikssona za švedskega kralja.

#### Izvolitev za kralja
Volitve, na katerih so regenta Gustava Erikssona izvolili za švedskega kralja, so bile junija v Strängnäsu, ko so se tam zbrali vodilni švedski možje. Ko so svetovalci za kralja izbrali Gustava, so se sestali s svetovalcema  Lübecka, ki sta podprla Gustavovo kandidaturo. Na seji Tajnega sveta je Gustav kandidaturo sprejel in na slovesnosti, ki jo je vodil dekan Strängnäsa, izrekel kraljevsko zaobljubo. Naslednji dan, 6. junija 1523,  so ga v stolnici Strängnäsa uradno razglasili za kralja Švedske. Kronan je bil šele 12. januarja 1528.
Leta 1983 je bil 6. junij v spomin na njegovo izvolitev razglašen za Dan švedske državnosti.

#### Osvojitev Stockholma
Kmalu po dogodkih leta 1523 v Strängnäs je bilo Lübecku in njegovim zavezniškim hanzeatskim mestom izdano patentno pismo, s katerim so bili v trgovanju s Švedsko oproščeni vseh dajatev. Sporazum so lübeški pogajalci sklenili z danski branilci v Stockholmu. 17. junija so uporniki lahko vstopili v prestolnico. Poleti je skozi južna mestna vrata slavnostno prišel kralj Gustav. Sledilo je slavje z zahvalno mašo v stockholmski stolnici Storkyrkan, ki jo je vodil Peder Jakobsson. Gustav se je zdaj lahko vselil v palačo Tre Kronor.

#### Konec vojne
Oskrbniki, zavesti prejšnjemu kralju Kristijanu, so takrat še vedno posedovali gradove na Finskem  in delu Švedske, vendar so se do konca leta 1523 vsi predali. Naslednje leto 24. avgusta je Gustav prišel v Malmö, da bi se pogodil z danskim in svojim kraljem Friderikom. Malmöjski sporazum, ki je pomenil konec vojne za osvoboditev Švedske,  je imel po Gustavovem mnenju pozitivne in negativne strani. Sporazum je pomenil, da bosta Danska in Norveška priznali neodvisnost Švedske, Gustavova upanja, da bo pridobil tudi Gotland in Blekinge, pa so ostala odprta.

## Reformacija
Po Gustavovem prevzemu oblasti je bi prejšnji nadškof Gustav Trolle, ki je imel hkrati položaj nekakšnega kanclerja, izgnan iz države. Gustav je od papeža Klemna VII. pisno zahteval, naj za novega škofa potrdi Johannesa Magnusa, ki ga je sam izbral. Papež je v odgovoru zahteval, da se Gustav Trolle vrne na svoj prejšnji položaj, ker je bil njegov izgon nezakonit. Ker je bil prejšnji škof povezan z danskim kraljem ali je vsaj veljalo, da je, je bila njegova vrnitev po Gustavovem mnenju skoraj nemogoča. 
Papež je vztrajal pri svojem in ni nameraval potrditi Gustavovega izbranca. V tistem času so bili po naključju ali kako drugače  nezasedeni še štirje škofovski sedeži, za katere je kralj predlagal svoje kandidate, toda papež je sprejel samo enega od njih. Ker je papež vztrajal pri Gustavu Trolleju, je kralj pod vplivom luteranskega učenjaka Olausa Petrija leta 1531 imenoval še enega škofa, Olausovega brata Laurentiusa Petrija, s čimer je papež izgubil svoj vpliv na švedsko cerkev.
V 1520. letih so bratje Petri vodili kampanjo za uvedbo luteranstva. V tem desetletju se je zgodilo več dogodkov, ki so pomenili postopno uvedbo protestantizma. Eden od njih je bila na primer poroka posvečenega duhovnika Olausa Petrija in več njegovih objavljenih besedil, v katerih je zagovarjal luteranske dogme. Leta 1526 je objavil tudi prevod Nove zaveze. Po reformaciji je bil leta 1540-1541 izdan popoln prevod Biblije, imenovan Biblija Gustava Vasa. Ker švedski kleriki niso dovolj dobro obvladovali hebrejskega in grškega jezika, so prevedli nemški prevod Biblije Martina Luthra iz leta 1534.
Gustavova prekinitev odnosov s katoliško cerkvijo se je zgodil skoraj istočasno s prekinitvijo Henrika VIII. v Angliji. Oba kralja sta delovala zelo podobno: dolga konfrontacija s papežem  je dosegla vrhunec s kraljevo odločitvijo, da bo začel sprejemati odločitve neodvisno od Rima.

## Vladanje
Gustav se je v nekaterih delih kraljestva soočal z odporom prebivalstva. V prvih desetih letih vladanja so se v Dalarni uprli trikrat, ker je bil kralj preoster do vseh, ki jih je  imel za pristaša danskega kralja, in zaradi uvedbe protestantizma. Med uporniki je bilo veliko takih, ki so ga podpirali v vojni proti Dancem. Nkaj jih je bilo kljub temu usmrčenih. 
Leta 1542 so se zaradi visokih davkov, cerkvenih reform, zasega cerkvenih zvonov in oblačil uprli kmetje v Smålandu.  Upor je zaradi gostih gozdov Gustavu več mesecev povzročal resne težave. Kralj je od prebivalcev Dalarne zahteval, da s svojimi četami podprejo svojega kralja. Enako je pričakoval tudi od drugih provinc. Z zbrano vojsko in nemškimi plačanci je spomladi 1543 uspel poraziti upornike. 
Na voditelja upornikov Nilsa Dackeja, ki je več mesecev uspešno vodil upornike,  se je seveda gledalo kot na izdajalca Švedske. Zgodovinski zapisi kažejo, da je bil med bitko težko ranjen. Prestreljeni je imel obe nogi, zato bi bila njegova ozdravitev s tedanjimi medicinskimi tehnikami veliko presenečenje. Nekateri viri omenjajo da je bil razčetverjen, drugi pa, da je bil izobčen in potem, ko je ozdravel, ubit na begu na meji med Smålandon in takrat danskim Blekingejem. Dele njegovega telesa naj bi razstavili po celi Švedski kot opozorilo novim upornikom. Njegovo glavo, nataknjeno na kol, so domnevno razstavili v Kalmarju. Sodobna švedska znanost na Nilsa Dackeja gleda manj kritično in ga včasih primerja z Robinom Hoodom, zlasti v Smålandu.
Težave mu je povzročala tudi katoliška cerkev, ki je v 1540. letih za brate Petri in bivšega kanclerja Laurentiusa Andreaea zahtevala smrtno kazen. Vsi obtoženci so bili po nekaj mesecih ječe amnestirani. 
Gustavova vojna z ruskim carjem Ivanom Groznim leta 1554 do 1557 se je končala brez zmagovalca.

## Konec vladanja
V poznih 1550. letih se je Gustavovo zdravje poslabšalo. Ko so leta 1945 odprli njegovo grobnico in preiskali njegove posmrtne ostanke, so odkrili, da je trpel zaradi kronične infekcije noge in čeljusti.
Zadnji govor svojim kanclerjem, otrokom in plemstvu, v katerem jih je hrabril, naj ostanejo enotni, je imel leta 1560. 29. septembra 1560 je umrl. Pokopali so ga v grobnici v stolnici v Uppsali, v kateri so bile pokopane tudi njegove tri žene. Na nagrobniku sta omenjeni samo dve.

## Zapuščina
Gustavova zapuščina je sporna. V 19. stoletju so se pojavile ljudske pripovedi, v katerih je Gustav med osvobajanjem Švedske doživljal vse mogoče avanture. Danes velja, da večina teh zgodb nima nobene zgodovinske osnove in da so predmet spretne propagande iz časa njegovega vladanja. 
Ena od zgodb pravi, da je na begu pred dansko vojsko prespal na kmetiji svojega dobrega prijatelja. Ko se je ogrel, je eden od hlapcev obvestil danske vojake, da je Gustav na kmetiji njegovega gospodarja. Danci so na kmetiji  začeli iskati nekoga, ki bi bil podoben Gustavu. Eden od vojakov je naletel na Gustava, vendar ga ni prepoznal, ga je začel tepsti s pekovskim loparjem in nanj vpiti, naj neha lenariti in naj se loti svojega dela. Gustav je tako ušel gotovi smrti. 
Veliko zgodb je povezanih z njegovo smrtjo. Njihova vsebina je vsekakor sporna. Resnične in neresnične zgodbe o njem se na Švedskem  še vedno pripovedujejo.
Spomin nanj je zelo spoštljiv. Kaže se v razkošnih zgodovinskih knjigah, spominskih kovancih in vsakoletnem smučarskem teku Vasaloppet s približno 15.000 udeleženci. Po njem so leta 1606 imenovali mesto Vaasa na Finskem. V 18. stoletju so pisci dram in libretov njegov življenjepis prenesli v svoja dela (Henry Brook Gustavus Vasa (1739), Robert Walpole  Gustavo primo re di Svezia (1770)). V Britaniji so v Gustava Vasa preimenovali  osvobojenega afriškega sužnja  Olaudaha Equiana in ga vključili v borbo za ukinitev suženjstva. 
Gustav Vasa se je upodobljal na  bankovcih za 1000 kron, dokler ga ni junija 2016 zamenjal Dag Hammarskjöld.
Nekateri na Gustava gledajo kot na častihlepnega vladarja, ki je želel imeti pod oblastjo cerkev, gospodarstvo, vojsko in vse zunanje zadeve. Ob vsem tem je uspel tudi združiti Švedsko, ki pred tem ni imela standardiziranega jezika, v kateri so bile province močne regionalne sile. Postavil je tudi temelje profesionalne vojske, ki je v 17. stoletju iz Švedske naredila regionalno velesilo.

## Slike
Gustav Vasa je imel veliko slik, naslikanih med njegovim vladanjem. Izvirna dela so se izgubila, ohranjenih pa je več akvarelnih reprodukcij iz neznanega obdobja. Na slikah so upodobljene Gustavove zmage in prizori, ki jih je kralj imel za pomembne.

## Drugi viri
- Alf Åberg (1996)  Gustav Vasa 500 år / The official anniversary book (Stockholm: Norstedts) ISBN 978-9119611628
- Larsson, Lars-Olof (2005) Gustav Vasa – Landsfader eller tyrann?  (Stockholm: Prima) ISBN 978-9151839042
- Nieritz,  Gustav (2018) Gustavus Vasa, or King and Peasant: With a Historic Sketch and Notes (Forgotten Books )  ISBN 978-0656337927
- Michael Roberts (1968) The Early Vasas: A History of Sweden 1523–1611 (Cambridge University Press) ISBN 978-0521311823
- Watson, Paul Barron  (2011) The Swedish Revolution under Gustavus Vasa (British Library, historical print editions) ISBN 978-1241540043

| Gustav Vasa Dinastija VasaRojen: 12. maj 1496 Umrl: 29. september 1560 |                         |                      |
| Vladarski nazivi                                                       |                         |                      |
| NezasedenoZadnji nosilec nazivaKristijan II.                           | Kralj Švedske 1523–1560 | Naslednik: Erik XIV. |